# توفيق شوبه
توفيق شوبه (مواليد 14 ديسمبر 1982) هو ملاكم تونسي، مثّل بلاده في الألعاب الأولمبية الصيفية 2004.

## روابط خارجية
توفيق شوبه على موقع أوليمبيديا (الإنجليزية)